# آگنیشکا اسکژیپولتس
آگنیشکا اسکژیپولتس (لهستانی: Agnieszka Skrzypulec؛ زادهٔ ۳ ژوئن ۱۹۸۹) قایقران قایق بادبانی اهل لهستان است.